# 碲化镭
碲化镭是一种无机化合物，化学式为RaTe，有强放射性。Krestov根据Kubaschewski和Unal的方程得出其比热容为54 J K−1 mol−1。Zhitomirskii等人研究了它的晶体参数。